# Trifolium gordejevi
Trifolium gordeievii ist eine Pflanzenart aus der Gattung Klee (Trifolium) in der Unterfamilie der Schmetterlingsblütler (Faboideae) innerhalb der Familie der Hülsenfrüchtler (Fabaceae). Sie ist endemisch im südlichen Ussuri-Tal und gilt als Relikt-Art; neben Trifolium lupinaster ist es die einzige Kleeart (Trifolium), die sich so weit östlich findet.

## Beschreibung

### Vegetative Merkmale
Trifolium gordejevi ist eine ausdauernde, krautige Pflanze. Der schlanke Stängel ist angedrückt behaart und verzweigt sich. Sie ist kriechend mit hängenden Stolonen oder niederliegend bis aufsteigend. Als Überdauerungsorgane werden relativ lange, dicke Rhizome ausgebildet.
Die wechselständig angeordneten Laubblätter sind in Blattstiel und -spreite gegliedert. Im unteren Teil des Stängels sind die Blattspreiten dreiteilig gefiedert. Die Fiederblättchen sind bei einer Länge von 8 bis 15 Millimetern sowie einer Breite von 4 bis 10 Millimetern verkehrt-eiförmig oder verkehrt-elliptisch-eiförmig mit stumpf ausgerandetem oberen Ende und fast bis zur Basis scharf gezähnelt Rand. Die Blattrippen sind hervorstehend und enden in den Zähnen am Blattrand. Die Blattoberseite ist kahl und die -unterseite angedrückt fein behaart. Die Nebenblätter sind lanzettlich bis pfriemförmig, ganzrandig und fast auf ganzer Länge mit den relativ kurzen Blattstielen, die sie umschließen, verwachsen; nur eine kurze Spitze steht frei.

### Generative Merkmale
Der achselständig Blütenstandsschaft ist kürzer als der jeweilige Blattstiel. Der schirmartig, rispige Blütenstand enthält nur zwei bis drei Blüten; selten stehen die Blüten auch einzeln. Die Blütenstiele sind angedrückt behaart und 5 bis 7 Millimeter lang. Die Tragblätter sind winzig und kaum zu erkennen.
Die zwittrige Blüte ist zygomorph und fünfzählig mit doppelter Blütenhülle. Der Kelch ist glockenförmig und 8 bis 9 Millimeter lang. Die Kelchzähne sind pfriemlich und etwa doppelt so lang wie die Kelchröhre. Die Krone ist etwa doppelt so lang wie der Kelch und besitzt die typische Form einer Schmetterlingsblüte. Die Krone ist rosafarben und dunkelt nach der Anthese nach rot-braun. Nach der Fruchtreife bleibt sie erhalten und schließt die Hülsenfrucht ein. Die Fahne ist bei einer Länge von 12 bis 16 Millimetern länglich, verkehrt-eiförmig. Die Flügel sind etwas kürzer als die Fahne und ebenso lang wie das Schiffchen. Schiffchen und Flügel überlappen sich. Der Fruchtknoten enthält vier Samenanlagen.
Die kahle und unauffällig gerippte Hülsenfrucht ist bei einer Länge von 8 bis 9 Millimetern sowie einer Breite von etwa 3 Millimetern länglich, elliptisch sowie an den Seiten abgeflacht und enthält nur ein oder zwei Samen. Ihre Spitze ist kurz und stark nach oben gebogen. Die Samen sind kugelig bis eiförmig und glatt.

## Vorkommen
Trifolium gordejevi ist ein Endemit im Tal des südlichen Ussuri zwischen Russland und der Volksrepublik China. Trifolium gordejevi wächst dort in Felsspalten, auf feuchten Steinen und auf Kieselstränden am Flussufer.

## Systematik
Die Art Trifolium gordejevi gehört zur Untersektion Lupinaster in der Sektion Lotoidea aus der Gattung Klee (Trifolium) in der Unterfamilie der Schmetterlingsblütler (Faboideae) innerhalb der Familie der Hülsenfrüchtler (Fabaceae).
Es ist klar, dass die Art mit Trifolium lupinaster, der einzigen anderen Kleeart, die sich so weit östlich findet, eng verwandt ist. Jewgeni Grigorjewitsch Bobrow sah sie auch sehr eng bei Trifolium eximium, dem Trifolium gordejevi auffallend ähnlich ist. Dennoch wurden beide Arten von Michael Zohary verschiedenen Untersektionen zugeordnet.
Die botanische Geschichte von Trifolium gordejevi ist schwierig. Wladimir Leontjewitsch Komarow beschrieb diese Art 1932 als Medicago gordejevi in V.L.Komarov & E.N.Alissova-Klobukova: Opred. Rast. Dal'nevost. Kraia Band 2, Seite 661. I. T. Vassilczenko schob diese Art 1979 in die monotypische Gattung Ursia. Zwischenzeitlich wurde sie auch den Gattungen Melilotoides, Melissitus und Trigonella zugerechnet. Erst 1980 wurde die Art von Zhi Wei als Trifolium gordeievii in die Gattung Klee (Trifolium) in Bull. Bot. Lab. N. E. Forest. Inst., Harbin Band 9 Seite 82 versetzt.